# 萨恩塔尔山脉
薩恩塔爾山脈（義大利語：Alpi Sarentine）是意大利的山脈，位於波爾扎諾自治省，是中阿爾卑斯山脈的一部分，最高點海拔高度2,781米，山體由變質岩組成，南面是菲耶梅山脈。